# Cordula (film)
Cordula è un film del 1950 diretto da Gustav Ucicky. Prodotto da Paula Wessely, protagonista della storia tratta da un lavoro poetico di Anton Wildgans, fu il primo film della casa di produzione fondata dall'attrice, la Paula Wessely Filmproduktion.

## Produzione
Il film fu prodotto dalla Paula Wessely Filmproduktion GmbH

## Distribuzione
Distribuito dall'Union-Film, uscì nelle sale cinematografiche della Germania Federale il 28 settembre 1950. In Austria, il film fu distribuito dalla Sascha Filmverleih il 23 ottobre 1950. Nel 1954, uscì anche nella DDR, attraverso il canale distributivo della VEB Progress Film-Vertrieb. Negli Stati Uniti, il film fu distribuito nel 1954 dalla Casino Film Exchange solo in versione tedesca. In Italia venne distribuito dalla Condor Film.

## Censura
Nell'edizione italiana vennero censurate le battute relative alla gioventù del parroco, le battute dello stesso relative al discorso sulla guerra e su Dio e la scena del personaggio camuffato da prete con paramenti sacerdotali.